# Khan Abdul Ghaffar Khan
Pour les articles homonymes, voir Khan (homonymie).
Khan Abdul Ghaffar Khan
(Pashto: عبدالغفار خان; 6 février 1890 - 20 janvier 1988), également connu sous le nom de Bādshāh Khān (بادشاه خان, 'Roi Khan') ou Bāchā Khān (باچا خان, 'Roi des chefs') et honorablement adressé comme Fakhr-e-Afghan (فخرِ افغان, «Fierté Afghan»), était un militant indépendantiste afghan contre la domination coloniale britannique en Inde. C'était un leader politique et spirituel connu pour son opposition non violente et son pacifisme de longue date; il était un musulman pieux et un défenseur de l'unité hindou-musulmane dans le sous-continent indien. En raison de ses idéologies similaires et de son amitié étroite avec le Mahatma Gandhi, Khan a été surnommé Sarhadi Gandhi (hindi: सरहदी गांधी, littéralement « Gandhi de la frontière ») par son proche associé Amir Chand Bombwal. En 1929, Khan a fondé le Khudai Khidmatgar, un mouvement de résistance anti-coloniale non violent. Le succès et la popularité du Khudai Khidmatgar auprès du peuple indien ont finalement incité les Britanniques à lancer une sévère répression contre lui et ses partisans; le Khudai Khidmatgar a subi l'une des répressions les plus sévères de tout le mouvement d'indépendance indien.
Khan s'est fermement opposé à la proposition de partition de l'Inde entre le Dominion à majorité hindoue de l'Inde et le Dominion à majorité musulmane du Pakistan, et s'est donc rangé du côté du Congrès national indien pro-union et de la Conférence musulmane Azad de toute l'Inde contre la partition pro-Ligue musulmane de l'Inde. Lorsque le Congrès national indien a déclaré à contrecœur son acceptation du plan de partition sans consulter les dirigeants du Khudai Khidmatgar, il s'est senti profondément trahi, disant aux dirigeants du Congrès "vous nous avez jetés aux loups". En juin 1947, Khan et d'autres dirigeants du Khudai de Khidmatgar ont officiellement publié la résolution Bannu aux autorités britanniques, exigeant que les Pachtounes ethniques aient le choix d'avoir un État indépendant du Pachtounistan, qui devait comprendre tous les territoires pachtounes de l'Inde britannique et ne pas être inclus (comme presque toutes les autres provinces à majorité musulmane) dans l'État du Pakistan, dont la création était encore en cours à l'époque. Cependant, les Britanniques ont ouvertement refusé de se conformer aux exigences de cette résolution. En réponse, Khan et son frère aîné, Abdul Jabbar Khan, ont boycotté le référendum de 1947 sur la province de la frontière du Nord-Ouest pour décider si la province devait être fusionnée avec l'Inde ou le Pakistan, citant qu'elle n'avait pas les options pour la province à majorité pachtoune devenir indépendant ou rejoindre l'Afghanistan voisin. Après l'entrée en vigueur de la partition de l'Inde par les Britanniques le 14 août 1947, Khan prêta allégeance à la nation nouvellement créé du Pakistan et resta dans la province pakistanaise de la frontière du Nord-Ouest; il a été fréquemment arrêté par le gouvernement pakistanais entre 1948 et 1954. En 1956, il a été arrêté pour son opposition au programme One Unit, en vertu duquel le gouvernement a annoncé son plan de fusionner toutes les provinces du Pakistan occidental en une seule unité pour correspondre à la structure politique de l'ancien Pakistan oriental (le Bangladesh actuel). Khan a été emprisonné ou en exil pendant une grande partie des années 1960 et 1970. Conformément à son testament à sa mort à Peshawar alors qu'il était assigné à résidence en 1988, il a été enterré chez lui à Jalalabad, en Afghanistan. Des dizaines de milliers de personnes en deuil ont assisté à ses funérailles, traversant le col de Khyber de Peshawar vers Jalalabad. Il a été gâché par deux explosions de bombes qui ont tué 15 personnes; malgré les violents combats à l'époque dus à la guerre soviéto-afghane, les deux parties, à savoir la coalition gouvernementale soviéto-afghane et les moudjahidines afghans,ont déclaré un cessez-le-feu immédiat pour permettre l'enterrement de Khan.

## Engagement politique
Ghaffar Khan fonde en 1929 les Khudai Khidmatgar (litt. « Serviteurs de Dieu »), surnommés les « Chemises rouges » ou Surkhposh, terme parfois utilisé de façon péjorative afin de présenter le mouvement comme un groupe communiste). Ce mouvement pachtoune « religieux, nationaliste et progressiste »  a rassemblé jusqu'à 100 000 satyagrahis (« amis de la vérité »). Il s'allie à Gandhi, dont il fut l'ami, et au Parti du Congrès dans leur combat pour l'indépendance de l'Inde.  Actif dans la Province de la Frontière du Nord-Ouest (NWFP), il a été toute sa vie pacifiste et fervent musulman, opposé à la partition souhaitée par la Ligue musulmane de Muhammad Ali Jinnah. Son organisation fut interdite et il a été emprisonné de 1948 à 1954. Par la suite, il s'exile en Afghanistan et ne revient au Pakistan qu'en 1972.

## Engagement social
Khan Abdul Ghaffar Khan s'est toujours engagé pour la liberté, l’alphabétisation, le renforcement de la conscience politique et sociale et l’égalité des droits pour tous, notamment ceux des femmes.
En 1947, lors des affrontements confessionnels qui suivent la partition des Indes, et la création du Pakistan, il condamne les violences contre les minorités, c'est-à-dire surtout envers les Hindous, et les Sikhs, et appelle au calme et à la modération[réf. nécessaire]. Ghaffar Khan sera très affecté des nombreux morts causées par cette partition des Indes et par les haines religieuses. Très tolérant, il regrettait les départs massifs d'Hindous et de Sikhs vers l'Inde. Il condamnera aussi les violences faites aux Chrétiens, qui font partie des « Gens du livre » mentionnés dans le Coran. En fait, il condamnait toute violence commise au nom de la religion.    
En 1987, l'Inde lui remet la médaille Bharat Ratna pour son rôle de combattant de la liberté. L'un de ses fils, Khan Abdul Wali Khan, a dirigé à deux reprises le Parti national Awami[réf. nécessaire].

### Œuvres d'Abdul Ghaffar Khan
- Khan Abdul Ghaffar Khan, My life and struggle: Autobiography of Badshah Khan (as narrated to K.B. Narang), Translated by Helen Bouman. New Delhi, Hind Pocket Books, 1969.
- Abdul Ghaffar Khan, Tah Da Qam Da Zrah Da Raza, Mardan [NWFP] Ulasi Adabi Tolanah, 1990.

### Études sur Abdul Ghaffar Khan
- Mukulika Banerjee, Pathan Unarmed: Opposition & Memory in the North West Frontier. School of American Research Press, 2000  (ISBN 0-933452-68-3)
- Eknath Easwaran (en), Non-violent soldier of Islam: Ghaffar Khan: a man to match his mountains. Tomales (CA), Nilgiri Press, 1999.  (ISBN 1-888314-00-1)
- Rajmohan Gandhi, Ghaffar Khan: non-violent Badshah of the Pakhtuns. New Delhi, Viking, 2004. (ISBN 0-670-05765-7).
- Girdhari Lal Puri, Khan Abdul Ghaffar Khan: A True Servant of Humanity, New Delhi, Congress Centenary, 1985.
- Pyarelal (en), Pilgrimage for Peace: Gandhi and Frontier Gandhi Among N.W.F. Pathans. Ahmedabad, Navajivan Publishing House, 1950.
- Pyarelal, Thrown to the Wolves: Abdul Ghaffar, Calcutta, Eastlight Book House, 1966.